# Cieszynka (rzeka)
Cieszynka – rzeka, dopływ Płocicznej o długości 27,89 km. 
Rzeka wypływa na południe od wsi Mielęcin i kieruje się na południowy zachód. Następnie zmienia kierunek na zachodni i w okolicach miasta Człopa przepływa przez Jezioro Młyńskie Wielkie, a w miejscowości Rybakówka przez jezioro Kamień. W okolicach wsi Załom przepływa przez kolejne jezioro Załomie, a w okolicy wsi Jeleni Róg przez Jezioro Dubie i po paru kilometrach wpada do Płocicznej.
Źródlisko Cieszynki zlokalizowane w oddziałach leśnych 54 i 55, stanowiących działki geodezyjne 54L i 55L obrębu ewidencyjnego Drzonowo zostało uznane ze pomnik przyrody. Nazwę Cieszynka wprowadzono urzędowo w 1949 roku, zastępując poprzednią niemiecką nazwę rzeki – Desselfliess.